# Штос (село)
Штос (словац. Štós) — село в окрузі Кошиці-околиця Кошицького краю Словаччини. Площа села 23,57 км². Станом на 31 грудня 2016 року в селі проживало 739 жителів.

## Географія
Неподалік бере початок Бодва; протікають річка Порча і Штоський потік.

## Історія
Перші згадки про село датуються 1341 роком.

## Населення
| Рік:            | 1994. | 2004.   | 2014.   | 2024.   |
| --------------- | ----- | ------- | ------- | ------- |
| Кількість осіб: | 760   | 766     | 734     | 747     |
| Різниця:        |       | +0,78 % | -4,17 % | +1,77 % |

| Рік:            | 2023. | 2024.   |
| --------------- | ----- | ------- |
| Кількість осіб: | 751   | 747     |
| Різниця:        |       | -0,53 % |